# 化石层序律

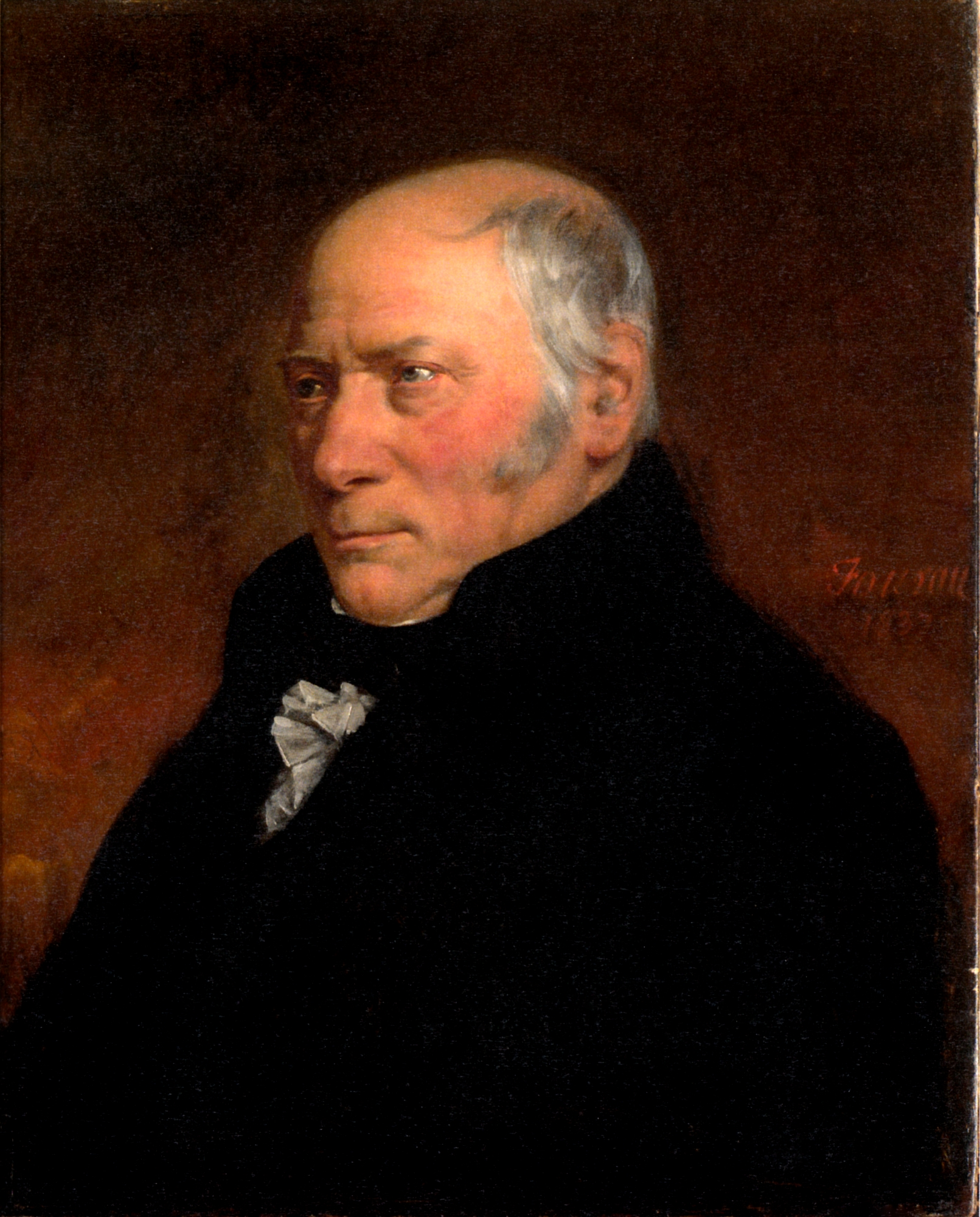
英国地质学家威廉·史密斯最早提出“化石层序律”。

化石层序律（英語：Principle of faunal succession）也称生物群层序律，是地质学一条普遍法则，是生物地层划分、对比的理论依据，最早由英国地质学家威廉·史密斯提出。史密斯认为：相同岩层总是以同一叠覆顺序排列着，并且每个连续出露的岩层都含有其本身特有的化石，利用这些化石可以把不同时期的岩层区分开。通俗地讲，就是“含有相同化石的地层的时代相同，不同时代的地层所含的化石不同”。利用这条规律，可以根据所含化石的面貌鉴别岩石的年龄。